# Stadium Metropolitano
|  | No s'ha de confondre amb Estadi Metropolità. |

L'Stadium Metropolitano fou un recinte esportiu dedicat al futbol de la ciutat de Madrid.
Va ser inaugurat l'any 1923, on jugaven l'Athletic de Madrid, la Real Sociedad Gimnástica Española, el Unión Sporting o el Racing Club de Madrid. Tenia una capacitat per a 25.000 espectadors, encara que el seu aforament es va ampliar amb el pas el temps. A més del futbol era utilitzat per a l'atletisme, rugbi, festivals i concursos, gràcies a les seves mides de 110 × 73 metres d'extensió i la pista de vuit metres d'amplada que envoltava el terreny de joc. Es va inaugurar el dia 13 de maig, amb el partit Athletic Club de Madrid 2 Reial Societat de Foot-ball 1. El primer gol a l'Stadium va arribar a la primera part i va ser obra de Monchín Triana.
Durant la Guerra Civil Espanyola l'estadi va quedar pràcticament destrossat, per la qual cosa, l'Atlètic de Madrid, va haver de jugar com a local diversos anys fins a la seva reconstrucció a l'Estadi de Chamartín (1939-1940) i al Camp de Vallecas (1940-1943). El 1941, els terrenys van ser adquirits per l'Exèrcit de l'Aire ja que acabaven de fusionar-se els clubs Aviación Nacional i Athletic Club de Madrid en l'Athletic-Aviación Club. El 21 de febrer de 1943 l'estadi fou reinaugurat amb un partit davant el Reial Madrid. L'equip local va vèncer per 2-1. El primer gol va ser marcat pel matalasser Mariano Uceda Valdelvira en el minut 35.
El 15 d'abril de 1950, l'Atlètic va signar l'acta de compra de l'estadi, que va pertànyer fins a aquesta data a la Societat Stadium. El 1954, el Metropolità és re inaugurat i ampliat fins a les 50.000 localitats. El 7 de maig de 1966 va acollir el seu últim partit en què l'Atlètic s'enfrontaria a l'Atlètic de Bilbao en el partit d'anada dels quarts de final de la Copa del Generalíssim. El resultat va ser favorable per a l'equip madrileny per 1-0 essent el gol obra del davanter matalasser José Cardona en el minut 43. A continuació el club madrileny es traslladà a l'Estadi Vicente Calderón.